# Torre Insignia
La Torre Insignia est un gratte-ciel de bureaux situé à Mexico au Mexique. Elle a été construite de 1959 à 1962. À sa construction c'était la deuxième plus haute tour de Mexico après la Torre Latinoamericana.
Les architectes sont Mario Pani Darqui et Luis Ramos.
C'est le premier gratte-ciel de l'histoire dont la forme est pyramidale. Les façades est et ouest ont une inclinaison de 15 degrés.
Au sommet se trouve le plus grand ensemble de cloches du Mexique, avec 47 cloches pesant 26 tonnes.
Figurent aussi sur les façades du sommet des dessins représentant des symboles pré-hispaniques.
Du fait de détériorations et du manque de maintenance l'immeuble n'est plus utilisé.